# Самари (Ковельський район)
Сама́ри — село в Україні, центр  Самарівської сільської громади Ковельського району Волинської області. Відстань до селища Ратне становить близько 27 км і проходить автошляхом місцевого значення. Головні вулиці Молодіжна, Газіна та Соборна, яка проходить через центр населеного пункту.
До 9 жовтня 2016 року село було центром Самарівської сільської ради.

## Географія
Село Самари знаходиться в північній частині Волинської області. Коріння його історії сягають у далеку давнину. Так, археологи М. М. Кучінко та Г. В. Охріненко у своїй книзі «Археологічні пам'ятки Волині» згадують про знайдені речі на місці сучасного села доби палеоліту, мезоліту та часів свідерської культури (IX—XIII тисячоліття до н. е.). Але перша писемна згадка про село, яке тоді називалося Самаровиче, відноситься до 1500 року.

### Клімат
Село знаходиться у зоні, котра характеризується вологим континентальним кліматом з теплим літом. Найтепліший місяць — липень із середньою температурою 21.4 °C (70.5 °F). Найхолодніший місяць — січень, із середньою температурою -10.1 °С (13.8 °F).
| Клімат Самар            | Клімат Самар | Клімат Самар | Клімат Самар | Клімат Самар | Клімат Самар | Клімат Самар | Клімат Самар | Клімат Самар | Клімат Самар | Клімат Самар | Клімат Самар | Клімат Самар | Клімат Самар |
| Показник                | Січ.         | Лют.         | Бер.         | Квіт.        | Трав.        | Черв.        | Лип.         | Серп.        | Вер.         | Жовт.        | Лист.        | Груд.        | Рік          |
| Абсолютний максимум, °C | 4,2          | 6,8          | 16,9         | 31,1         | 34,4         | 38,4         | 40,4         | 39,9         | 33,8         | 26           | 14,6         | 7,3          | 40,4         |
| Середній максимум, °C   | −6,8         | −6,1         | 0,4          | 12,1         | 20,8         | 25,4         | 26,9         | 25           | 18,6         | 9,9          | 0,1          | −5,4         | 10,1         |
| Середня температура, °C | −10,1        | −9,8         | −3,5         | 6,9          | 14,8         | 19,6         | 21,4         | 19,2         | 13,2         | 5,8          | −2,4         | −8,3         | 5,6          |
| Середній мінімум, °C    | −13,1        | −13,1        | −7           | 2,6          | 9,4          | 14,4         | 16,3         | 14,2         | 8,9          | 2,7          | −4,7         | −11          | 1,6          |
| Абсолютний мінімум, °C  | −43          | −36,9        | −31,4        | −20,9        | −4,9         | −0,4         | 5,4          | 2            | −3,4         | −15,7        | −28,1        | −41,3        | −43          |
| Норма опадів, мм        | 50           | 41           | 33           | 38           | 36           | 57           | 58           | 47           | 43           | 53           | 51           | 50           | 557          |
| Днів з дощем            | 4            | 3            | 5            | 11           | 14           | 15           | 14           | 12           | 14           | 14           | 10           | 6            | 122          |
| Днів зі снігом          | 24           | 20           | 14           | 4            | 1            | 0,1          | 0            | 0            | 0,3          | 4            | 15           | 22           | 104          |
| Вологість повітря, %    | 83           | 80           | 79           | 67           | 58           | 58           | 67           | 69           | 73           | 76           | 83           | 83           | 73           |
| ----------------------- | ------------ | ------------ | ------------ | ------------ | ------------ | ------------ | ------------ | ------------ | ------------ | ------------ | ------------ | ------------ | ------------ |
| Джерело: Weatherbase    |              |              |              |              |              |              |              |              |              |              |              |              |              |

### Водойми
У селі є два озера. Одне з них болотисте, яке називається Броно, зараз заповідник. Там охороняється рослина-хижак Росичка. А друге чисте прозоре — Луки.

## Населення
Згідно з переписом УРСР 1989 року чисельність наявного населення села становила 1172 особи, з яких 565 чоловіків та 607 жінок.
За переписом населення України 2001 року в селі мешкали 1204 особи.

### Мова
Розподіл населення за рідною мовою за даними перепису 2001 року:
| Мова       | Відсоток |
| ---------- | -------- |
| українська | 99,09 %  |
| російська  | 0,66 %   |
| білоруська | 0,25 %   |

## Соціальна сфера
У селі діють школа, лікарня, дитячий садочок, пекарня, перукарня, 2 бари, багато магазинів, ринок, аптека. Також діє прикордонна застава «Самари» на кордоні з Білоруссю. Із білоруського боку знаходиться пункт пропуску «Дзівін», Берестейська область, на автошляху місцевого значення у напрямку Дзівіна та Кобриня.
Вперше згадується про школу у с. Самари в 1885 році. В історії залишився унікальний документальний опис побуту та етнографії с. Самари.
Та вже у 1891 році у Самарах діяла церковно — приходська школа, в якій також навчались хлопчики. Ці школа існувала до початку першої світової війни 1914 року дітей навчали читати, писати і рахувати.
Двадцяті — тридцяті роки 20 століття ввійшли в історію краю як період знищення української школи, що почала зароджуватися в часи УНР, гетьманату.
1940 року в околицях працювало три школи: у Самарах, у Боровусі і в Заліссі. В останніх двох діяли підготовчі школи, а в Самарах — початкова.

## Мікротопоніми
Село поділяється на кутки:
- «Корея»,
- «Груд»,
- «Верестя»,
- «Забріддя»,
- «Центр»,
- «Головище» та інші.
- «Козовата»
- «Кришево»